# Рибосомний білок S11
Рибосомний білок S11 (англ. Ribosomal protein S11) – білок, який кодується геном RPS11, розташованим у людей на короткому плечі 19-ї хромосоми. Довжина поліпептидного ланцюга білка становить 158 амінокислот, а молекулярна маса — 18 431.
| 10         |  | 20         |  | 30         |  | 40         |  | 50         |
| ---------- |  | ---------- |  | ---------- |  | ---------- |  | ---------- |
| MADIQTERAY |  | QKQPTIFQNK |  | KRVLLGETGK |  | EKLPRYYKNI |  | GLGFKTPKEA |
| IEGTYIDKKC |  | PFTGNVSIRG |  | RILSGVVTKM |  | KMQRTIVIRR |  | DYLHYIRKYN |
| RFEKRHKNMS |  | VHLSPCFRDV |  | QIGDIVTVGE |  | CRPLSKTVRF |  | NVLKVTKAAG |
| TKKQFQKF   |  |            |  |            |  |            |  |            |

A: Аланін

C: Цистеїн

D: Аспарагінова кислота

E: Глутамінова кислота

F: Фенілаланін

G: Гліцин

H: Гістидин

I: Ізолейцин

K: Лізин

L: Лейцин

M: Метіонін

N: Аспарагін

P: Пролін

Q: Глутамін

R: Аргінін

S: Серин

T: Треонін

V: Валін

Цей білок за функціями належить до рибонуклеопротеїнів, рибосомних білків. 
Білок має сайт для зв'язування з РНК, рРНК.